# لغويات عصبية

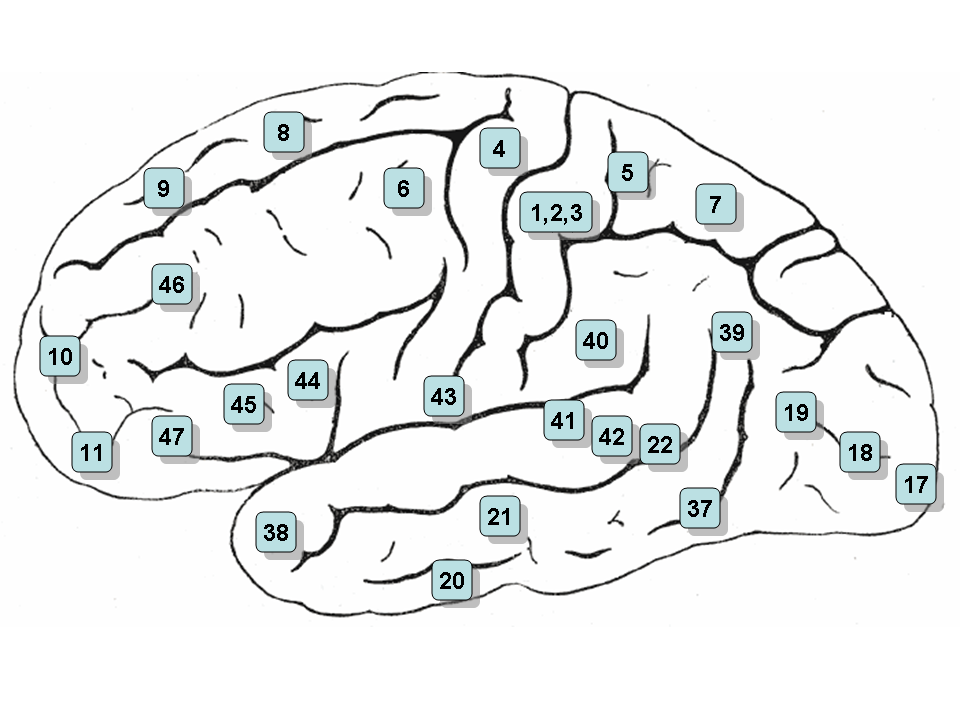
بنية الدماغ البشرية

اللغويات العصبية أو اللسانيات العصبية (بالإنجليزية: Neurolinguistics) هي فرع من فروع اللسانيات التطبيقية التي تعنى بدراسة الآليات العصبية في الدماغ البشري التي تتحكم في تفهم وإنتاج واكتساب اللغة.
كأحد الحقول المتداخلة، فإن علم اللغويات العصبية يستخدم طرائق ونظريات من علوم أخرى مثل العلوم العصبية واللغويات والعلوم الاستعرافية وعلم الحاسوب.
ويأتي الباحثون في هذا المجال من عدة خلفيات مختلفة، جالبين معهم مجموعة متنوعة من الطرق العملية والنظريات. وتستخدم الكثير من الأعمال في اللغويات العصبية نماذج نفسية-عصبية ولسانيات نظرية. وتركز في البحث في كيفية تنفيذ العقل لعمليات تنتج لغة مفهومة. فيدرس الباحثون في هذا المجال الآليات النفسية التي يعالج بها العقل المعلومات المتعلقة باللغة، فيقيمون طرق
محاكاة بالحاسوب.
بينت الدراسات أن هناك عدة مناطق مسؤولة عن إنتاج اللغة في الدماغ مثل منطقة بروكا (بالإنجليزية: Broca's area)، وبينت الدراسات أن أي إصابة تصيب هذه المنطقة تؤثر سلباً على قدرة الفرد على التكلم. وتعمل اللسانيات العصبية على تقديم وصف للكلام المتنج بسبب الإصابات وتقديم خطط العلاج.
ان مصطلح اللسانيات العصبيةمصطلح جديد نسبيا لان جذور هذا العلم تعود في الواقع الى القرن 19.فقد كان الاطباء اول من فتح الباب امام هذا العلم من خلال ملاحظاتهمالعلاقة بين الاضطرابات اللغوية الناجمة عن الاذيات الدماغية وخصائص تلك الاذيات التي ادت اليها .ففي القرن19،لاحظ هذه اطباء الاعصاب ويرى بول بروكا "ان منطقة معينة في وسط النصف الايسرمن جزء المخ مسؤولة عن اللغة "يقول جيبريت ريكهايت عن هذه الحادتة

## لمحة تاريخية
تعود جذور اللغويات العصبية تاريخيًا إلى تطور علم الحبسات في القرن التاسع عشر، ودراسة العجز اللغوي «الحبسة الكلامية» التي تحدث نتيجة أذية الدماغ. يحاول علم الحبسات ربط البنية بالوظيفة من خلال تحليل تأثير إصابات الدماغ على عمليات معالجة اللغة. كان بول بروكا، أحد أول الأشخاص الذي كون علاقة بين منطقة دماغ معينة وعمليات معالجة اللغة، إذ أجرى الجراح الفرنسي بروكا عمليات تشريحية للعديد من الأفراد الذين يعانون من عجز كلامي، وتبين أن معظمهم قد تعرضوا إلى أذية في الدماغ «أو آفات» على الجانب الأيسر من الفص الجبهي، في منطقة تعرف الآن باسم منطقة بروكا. ادعى أخصائي فراسة الدماغ في أوائل القرن التاسع عشر أن مناطق الدماغ المختلفة تمتلك وظائف مختلفة، إذ تتحكم المناطق الجبهية من الدماغ باللغة في الغالب، لكن كانت أبحاث بروكا الأولى في تقديم دليل تجريبي من أجل علاقة كتلك، وقد وصفت بأنها «ذات أهمية عظمى» و«محورية» لمجالات اللغويات العصبية وعلوم الإدراك. في وقت لاحق، اقترح كارل فيرنيك، التي سميت باسمه «باحة فيرنيك» فيما بعد، وجود باحات مختلفة من الدماغ متخصصة من أجل مختلف المهام اللغوية، إذ تكون باحة بروكا مسؤولة عن الإنتاج الحركي للكلام وتكون باحة فيرنيك مسؤولة عن فهم الكلام المسموع. أسس عمل بروكا وفيرنيك مجال علم الحبسات وفكرة أن اللغة يمكن دراستها من خلال اختبار الخصائص الفيزيائية للدماغ. استفادت بدايات البحث في علم الحبسات من أعمال كوربينيان برودمان في أوائل القرن العشرين، الذي «رسم خرائط» سطح الدماغ، مقسمًا إياه إلى باحات مرقمة وفقًا للبنيان المعماري الخلوي الخاص بكل باحة «بنية الخلية» ووفقًا لوظيفتها، لاتزال، هذه الباحات، المعروفة باسم باحات برودمان، مستخدمة على نطاق واسع في علم الأعصاب حتى اليوم.
يعود إطلاق مصطلح «اللغويات العصبية» إلى إديث كرويل تراجير، وهنري هيكين وألكسندر لوريا، في أواخر أربعينيات القرن التاسع عشر وخمسينيات القرن التاسع عشر؛ يعتبر كتاب لوريا «مشاكل في اللغويات العصبية» تقريبًا أول كتاب يحتوي على اللغويات العصبية في عنوانه. زاد هاري ويتكر من شعبية «اللغويات العصبية» في الولايات المتحدة في أوائل سبعينيات القرن التاسع عشر، مؤسسًا مجلة «الدماغ واللغة» في عام 1974.
وعلى الرغم من أن علم الحبسات هو الجوهر التاريخي للغويات العصبية، توسع المجال إلى حدٍ كبير في السنوات الأخيرة، بفضل ظهور تقنيات التصوير الدماغي «مثل بّي إي تي وإف إم آر آي»،والتقنيات الفسيولوجية الكهربائية الحساسة للزمن «إي إي جي وإم إي جي»، التي يمكنها تسليط الضوء على أنماط فعالية الدماغ خلال مشاركة الأفراد في مختلف المهام اللغوية؛ ظهرت التقنيات الفسيولوجية الكهربائية، خصوصًا، كطريقة من أجل دراسة اللغة في عام 1980 مع اكتشاف «إن 400»، تبين استجابة الدماغ أنها حساسة تجاه القضايا الدلالية «المعاني» في فهم اللغة، اكتُشف «إن 400» ليكون أول كمون عمل متعلق بحدث اللغة، واستخدم على نطاق واسع منذ اكتشاف «إي إي جي» و«إم إي جي» من أجل إجراء الأبحاث اللغوية.

## المنهج الدراسي

### التداخل مع المجالات الأخرى
ترتبط اللغويات العصبية ارتباطًا وثيقًا بمجال علم اللغة النفسي، الذي يسعى إلى توضيح الآليات المعرفية الخاصة باللغة من خلال استخدام التقنيات التقليدية الخاصة بعلم النفس التجريبي؛ اليوم، تساهم النظريات اللغوية النفسية واللغويات العصبية في إغناء بعضها البعض، وهنالك تعاون كبير بين المجالين.
يتضمن العمل في اللغويات العصبية اختبار وتقييم النظريات التي وضعها علماء اللغة النفسية وعلماء اللغة النظرية، يقترح علماء اللغة النظرية نماذج من أجل شرح بنية اللغة وكيفية تنظيم اللغة للمعلومات، ويقترح علماء اللغة النفسية نماذج وخوارزميات من أجل شرح كيفية معالجة المعلومات اللغوية في العقل، ويحلل علماء اللغة العصبية نشاط الدماغ لاستنتاج كيفية تنفيذ البنى البيولوجية «الأفراد وشبكات الخلايا العصبية» لخوارزميات المعالجة اللغوية النفسية. على سبيل المثال، تستخدم التجارب في معالجة العبارة الاستجابات الدماغية «إي إل إيه إن» و«إن 400»، و«بّي 600» من أجل اختبار كيفية كشف الاستجابات الدماغية الفسيولوجية للتوقعات المختلفة الخاصة بنماذج معالجة العبارة التي وضعها علماء اللغة النفسية، مثل نموذج جانيت فودور ولين فريزر «التسلسل»، وثيو فوسي وجيرارد كيمبن «نموذج التوحيد/ الضم». يمكن لعلماء اللغة العصبية أيضًا وضع توقعات جديدة فيما يخص بنى ونظم اللغة اعتمادًا على اكتشافات فسيولوجيا الدماغ، من خلال «استقراء المعرفة المتعلقة بالبنى العصبية لمعرفة البنى اللغوية».

### المواضيع المعتبرة
يستقصي علماء اللغة العصبية عدة مواضيع، بما في ذلك معالجة المعلومات اللغوية، وكيفية كشف معالجة اللغة مع مرور الوقت، وكيفية ارتباط بنى الدماغ باكتساب اللغة وتعلمها، وكيف يمكن للفسيولوجيا العصبية المساهمة في علم أمراض الكلام واللغة.

### تحديد مواقع المعالجة اللغوية
استقصى الكثير من البحث في اللغويات العصبية، مثل الدراسات الباكرة لبروكا وفيرنيك، المواقع الخاصة باللغة «وحدة نمطية.. (Module)..» داخل الدماغ. تشمل المسائل البحثية الآليات التي تخضع لها المعلومات اللغوية خلال معالجة الدماغ لها، فيما إذا كانت تحدث في باحات معينة متخصصة في معالجة أنواع خاصة من المعلومات أو لا، وكيفية تفاعل الباحات المختلفة من الدماغ مع بعضها البعض في المعالجة اللغوية، وكيفية اختلاف مواقع النشاط الدماغي عندما ينتج الشخص أو يستقبل لغة مختلفة عن لغته أو لغتها الأولى.

#### زمن عمليات المعالجة اللغوية
تشمل ناحية أخرى من أدب اللغويات العصبية العلمي استخدام التقنيات الفسيولوجية الكهربائية من أجل تحليل المعالجة اللغوية المتسارعة وفقًا للزمن. قد يعكس الترتيب المؤقت لأنماط نشاط الدماغ المتخصصة العملياتِ الحسابية المنفصلة التي يقوم بها الدماغ خلال معالجة اللغة؛ على سبيل المثال، تقترح أحد النظريات اللغوية العصبية في تفسير الجملة أن استجابات الدماغ الثلاث (إي إل إيه إن، وإن 400، وبّي 600) هي نتاج الخطوات الثلاث الخاصة بالمعالجة النحوية والدلالية.

### اكتساب اللغة
أحد المواضيع الأخرى هو العلاقة بين البنى الدماغية واكتساب اللغة. اكتشف البحث في بدايات اكتساب اللغة خضوع الرضع من مختلف البيئات اللغوية لمراحل توقع متشابهة «مثل البعبعة..(لغة الطفل الرضيع)..»، وتحاول بعض الأبحاث اللغوية العصبية إيجاد علاقات ترابطية بين مراحل تطور اللغة ومراحل تطور الدماغ، بينما تقوم الأبحاث الأخرى باستقصاء التغيرات الفيزيائية «التي تعرف باللدونة العصبية» التي يقوم بها الدماغ خلال اكتسابه للغة ثانية، عندما يتعلم البالغ لغة جديدة. يمكن ملاحظة اللدونة العصبية خلال اكتساب اللغة الثانية وتجربة تعلم اللغة، إذ تشمل نتيجة التعرض إلى اللغة زيادة في المادة الرمادية والبيضاء التي قد توجد عند الأطفال، والشباب اليافعين، والمسنين.

### المرضيات اللغوية
تستخدم التقنيات اللغوية العصبية أيضًا في دراسة الأمراض والاضطرابات المتعلقة باللغة، مثل الحبسة الكلامية وعسر القراءة، وكيفية ارتباطها بالخصائص الفيزيائية الدماغية.

## الاستخدامات التكنولوجية
نظرًا لأن أحد محاور هذا المجال هو اختبار النماذج اللغوية والنفسيات اللغوية، فإن التكنولوجيا المستخدمة في التجارب وثيقة الصلة بدراسة علم اللغويات العصبي. فقد أسهمت التقنيات الحديثة لتصوير الدماغ بشكل كبير في الفهم المتزايد لتموضع الوظائف اللغوية داخل الدماغ. وتُصنف طرق تصوير الدماغ المستخدمة في اللغويات العصبية إلى:
1. طرق الدورة الدموية.
2. طرق الفيسيولوجيا الكهربائية.
3. الطرق التي تحفز القشرة المخية cortex مباشرة.

### الديناميكية الدموية
تستفيد التقنيات الديناميكية الدموية من الحقيقة الآتية: عندما تعمل منطقة من الدماغ في مهمة ما، يُرسل الدم لتزويد تلك المنطقة بالأوكسجين (في ما يُعرف باسم الاستجابة لمستوى أوكسجين الدم، أو BOLD) وتشمل هذه التقنيات PET و fMRI. وتوفر هذه التقنيات دقة مكانية عالية، مما يسمح للباحثين بتحديد موقع النشاط داخل الدماغ ودقته الزمنية (أو معلومات حول توقيت نشاط الدماغ).
بالإضافة إلى PET و fMRI اللذين يوضحان مناطق الدماغ التي تنشط عند ممارسة مهام معينة، يستخدم الباحثون أيضًا تصوير (DTI)، والذي يوضح المسارات العصبية التي تربط مناطق الدماغ المختلفة، وبالتالي يقدم نظرة ثاقبة حول مدى اختلاف تفاعل المناطق. ويعتبر التحليل الطيفي القريب من الأشعة تحت الحمراء (fNIRS) طريقة أخرى للديناميكية المستخدمة في مهام اللغة.

### الفسيولوجيا الكهربائية
تستفيد تقنيات الفسيولوجيا الكهربائية من حقيقة هي: عندما تنطلق مجموعة من الخلايا العصبية في الدماغ معًا، فإنها تخلق ثنائي القطب أو التيار الكهربائي. تقيس تقنية EEG هذا التيار الكهربائي باستخدام مجسات على فروة الرأس، في حين يقيس MEG الحقول المغناطيسية التي تولدها هذه التيارات. بالإضافة إلى هذه الأساليب غير الغازية، تم استخدام الضارة، استخدم تخطيط كهربية القشرة أيضًا لدراسة معالجة اللغة. هذه التقنيات قادرة على قياس نشاط الدماغ من ميلي ثانية واحدة إلى أخرى، بالإضافة إلى توفير دقة زمنية ممتازة، وهو أمر مهم في دراسة العمليات التي تحدث بسرعة لفهم اللغة وإنتاجها. من ناحية أخرى، قد يكون من الصعب تحديد موقع نشاط الدماغ في EEG وبالتالي، تُستخدم هذه التقنية في المقام الأول لكيفية تنفيذ عمليات اللغة، وليس من أين نُفذت.

## تصميم التجارب

### التقنيات التجريبية
يستخدم علماء اللغة العصبيون مجموعة متنوعة من التقنيات التجريبية من أجل استخدام تصوير الدماغ لاستخلاص استنتاجات حول كيفية تمثيل اللغة ومعالجتها في الدماغ. وتشمل هذه التقنيات الدراسات القائمة على الأخطاء، والتحفيز المباشر للدماغ وغيرها.

### الطرح
تستخدم العديد من الدراسات اللغوية نموذج الطرح، وخاصةً في الرنين المغناطيسي الوظيفي، حيث يُنشط الدماغ في مهمة يُعتقد أنها تنطوي على بعض جوانب معالجة اللغة، مع تنشيطه في الوقت نفسه في مهمة أساسية يُعتقد أنها تنطوي على عمليات غير لغوية متشابهة. على سبيل المثال، قد تُقارن عمليات التنشيط أثناء قراءة المشاركين الكلمات بالتنشيطات الأساسية، في حين يقرأ المشاركون سلاسل من الحروف العشوائية، أو تكون عملية التنشيط أثناء قراءة المشاركين جملا معقدة، والذي يمكن مقارنته بالتنشيط الأساسي أثناء قراءة المشاركين جملا أبسط.

### مفارقة عدم التطابق
مفارقة عدم التطابق (MMN) هي مكون ERP موثق بدقة، ويستخدم بشكل متكرر في التجارب اللغوية العصبية. إنه استجابة فيسيولوجية كهربائية تحدث في المخ عندما يسمع الشخص حافزا “منحرفا” في مجموعة من “المعايير” المتطابقة إدراكيا (كما هو الحال في تسلسل s d s s s d s s s s s s d s s d). ويُعد هذا الحافز أمرًا نادرًا وغريبًا مما يقوي الاستجابة نحوه بالمقارنة مع مجموعة من المحفزات الأخرى، والتي يُنظر إليها بأنها متشابهة.

### الدراسات المبنية على الانتهاك
تستفيد الدراسات في علم اللغة العصبي من العديد من الحالات الشاذة أو الأخطاء في القواعد النحوية أوالدلالية، وتعمل هذه الدراسات على تحليل ردود فعل المخ التي يُحصل عليها عندما يواجه الشخص هذه الأخطاء.
على سبيل المثال، لو قلتُ لك: (أن الحفلُ جميلًا) فإنني هنا قد انتهكت قواعد اللغة العربية، وغالبًا ما تثار استجابة دماغية تسمى السلبية الأمامية المبكرة اليسرى ELAN . وقد استخدمت تقنيات الانتهاك منذ عام 1980 على الأقل، وعندما أبلغ كوتاس وهيليارد لأول مرة عن أدلة على أن الانتهاكات الدلالية أحدثت تأثيرN400، وذلك باستخدام طرق مماثلة في عام 1992. أبلغ لي أوسترهوت أولًا عن حصول استجابة P600 للأخطاء الشاذة النحوية. كما اُستخدمت تصميمات الانتهاك في دراسات الدورة الدموية (التصوير بالرنين المغناطيسي الوظيفي وPET).
لقد استخدم Embick وزملاؤه الانتهاكات النحوية والإملائية للتحقق من موقع المعالجة النحوية في الدماغ باستخدام الرنين المغناطيسي الوظيفي. والاستخدام الشائع الآخر لتصميمات الانتهاك هو الجمع بين نوعين من الانتهاكات في الجملة نفسها، وبالتالي إجراء تنبؤات حول كيفية تفاعل العمليات اللغوية المختلفة بعضها مع بعض.

### التمهيد ( يُمكن إيجاد ترجمة مناسبة أخرى)
في علم اللغة النفسي وعلم اللغة العصبي، يشير مصطلح <<التمهيد>> إلى الظاهرة التي تمكن الشخص من التعرف على الكلمة بسرعة أكبر إذا كان قد قُوبل حديثًا بكلمة مشابهة في المعنى أو التركيب المورفولوجي (أي مكون من أجزاء متشابهة). فإذا خاطبت شخصًا ما بكلمة “أولية” مثل الطبيب، ثم كلمة “مستهدفة” مثل الممرضة، وكان عند الشخص وقت استجابة أسرع من المعتاد للممرضة، فقد يفترض المجرب أن كلمة الممرضة قد وصل الدماغ إليها بالفعل عند الوصول إلى كلمة الطبيب. ويفتح استخدام التمهيد مجالًا للتحقيق في مجموعة واسعة من الأسئلة حول كيفية تخزين الكلمات واسترجاعها في المخ، وكيفية معالجة الجمل المعقدة هيكليًا.

### التحفيز
يُستخدم التحفيز المغناطيسي عبر الجمجمة (TMS)، وهي تقنية جديدة لدراسة نشاط الدماغ، إنها حقول مغناطيسية قوية تُطبق على الدماغ من خارج الرأس. وتعد طريقة مناسبة لدراسة نشاط الدماغ أو انقطاعه في مكان محدد ومسيطر عليه، وبالتالي فهي قادرة على محاكاة أعراض الحبسة aphasia مع إعطاء الباحث مزيدًا من التحكم في أجزاء الدماغ التي ستُفحص بالضبط. ويعد التحفيز المغناطيسي عبر الجمجمة أقل ضررًا من التحفيز القشري المباشر، كما يمكن استخدامه لأنواع مماثلة من البحوث، لكنه يتطلب إزالة فروة الرأس scalp، وبالتالي فإنه يستخدم فقط على الأفراد الذين يخضعون فعليا لعملية جراحية كبيرة في الدماغ (مثل الأفراد الذين يخضعون لجراحة الصرع).
المنطق وراء كل هذا هو:
<< إذا ضعفت وظيفة لغوية معينة بعد القضاء على منطقة معينة من الدماغ، فعندئذ يُستنتج أن تلك المنطقة مسؤولة بطريقة ما عن تلك الوظيفة اللغوية>>.
وقد استخدمت دراسات لغوية عصبية قليلة حتى الآن تقنية TMS. أما التحفيز القشري المباشر والتسجيل القشري (تسجيل نشاط الدماغ باستخدام الأقطاب الكهربائية الموضوعة مباشرة على الدماغ) فقد استخدم مع قردة المكاكي لعمل تنبؤات حول سلوك العقول البشرية.

### مهام المُجرب عليهم( الموضوع).
في العديد من تجارب علم اللغة العصبي، لا يقتصر الأشخاص على الجلوس ببساطة والاستماع للمنبهات أو مشاهدتها، بل يُوجهون أيضًا لأداء نوع من المهام استجابة للمنبهات. ويؤدي الأشخاص هذه المهام مع أخذ التسجيلات (الكهربائية أو الديناميكية الدموية).

### مهمة القرار المعجمي
تتضمن مهمة اتخاذ القرار المعجمي رؤية الشخص أو سماعه كلمة معزولة والإجابة عما إذا كانت كلمة حقيقية أم لا. تُستخدم هذه المهمة بشكل متكرر في دراسات << التمهيد>>، فمعروف أن الأشخاص يتخذون قرارًا معجميًا بشكل أسرع إذا مُهدت الكلمة المعينة بكلمة أخرى ذات صلة (كما هو الحال في كلمة <<الطبيب>> والتي تمهد لــ <<الممرضة>>.

### الأحكام النحوية، أحكام المقبولية
تجرى هذه المهمة في العديد من الدراسات، ولا سيما الدراسات المبنية على الانتهاك. فيُطلب عادةً من الأشخاص إعطاء أحكام من حيث مقبولية جملة ما أو عدم مقبوليتها سواء أكان القرار نحويًا ومرتبطًا باللفظ أم كان معنويًا ومرتبطًا بالدلالة. وغالبًا ما تستخدم مثل هذه المهمة << للتأكد من كون الأشخاص يقرؤون الجمل بانتباه وأنهم [يميزوها] عن الجمل غير المقبولة بالطريقة التي يتوقعها [الشخص المُجرّب عليه].>>

### تأكيد كلمة التحقق
في بعض التجارب، يُعطى المشاركون مجموعة من الجمل، ويُسألون في كل جملة عن وجود كلمة معينة للتحقق من وجودها أو عدمه كإجراء يجبر المشاركين على الانتباه والتركيز في محتوى الجمل. عادةً ما يُستخدم هذا الأسلوب بدل مهمة أحكام المقبولية.

### حكم القيمة الحقيقية
لا يُوجّه الأشخاص هنا إلى الحكم على الجملة إن كانت مقبولة من الناحية النحوية أو المنطقية أم لا، ولكن يُسألون عن الاقتراح الذي عُبر عنه في الجملة إن كان صحيحًا أم لا. هذه المهمة تستخدم عادة في دراسات علم اللغويات النفسي للأطفال.

### التشتيت والمهمة المزدوجة
بعض التجارب تعطي الأشخاص مهمة <<مُشتتة>> للتأكد من أنهم لا ينتبهون بوعي إلى المنبهات التجريبية، قد تُطلب مثل هذه المهمة لأجل معرفة ما إذا كان المخ يجري بعض العمليات اللغوية تلقائيًا. فعلى سبيل المثال، تناولت إحدى الدراسات أشخاصًا يستمعون إلى نغمات غير لغوية (صفير طويل وأزيز) في أذن واحدة، وإلى كلام في أذن أخرى، وأصدرت تعليمات للضغط على زر عندما يتصورون تغييرًا في النغمة، هذا من المفترض أن يسبب عدم اهتمام المجرب عليه للانتهاكات النحوية في الأذن الأخرى. أظهرت الموضوعات استجابة عدم تطابق (MMN) أيضًا!
يُشير هذا إلى أن معالجة الأخطاء النحوية كانت تحدث تلقائيًا، بغض النظر عن الاهتمام أو قل على الأقل إن الأشخاص لم يكونوا قادرين على فصل انتباههم عن وعيهم بمحفزات الكلام.
هنالك شكل آخر من التجارب هو تجربة المهمة المزدوجة، والتي يجب أن ينجز فيها الشخص مهمة إضافية (مثل التنصت لشيء ما أو توضيح مقاطع الهراء) أثناء الاستجابة للمنبهات اللغوية. وقد استخدم هذا النوع من التجارب للتحقق من استخدام الذاكرة العاملة في معالجة اللغة.

## وصلات خارجية
- (بالإنجليزية) مجتمع اللسانيات العصبية
- (بالإنجليزية) مدونة Talking Brains